# ARKE
Andelsselskabet ARKE var et dansk forbrugerejet elselskab med hovedsæde i Aarhus. Selskabet blev etableret i 1915 under navnet Aarhus, Randers og Kaløvigegnens Elektricitetsselskab. ARKE er det juridisk fortsættende selskab i det, der i år 2000 blev til NRGi.

## Historie
ARKE var en udløber af Aarhus-Randers elektriske Jernbane, det mest sejlivede af de mange elbaneprojekter i Østjylland i starten af 1900-tallet. En komite, der blev dannet i 1904, ville anlægge en direkte jernbane mellem Aarhus og Randers med en sidebane til Hornslet og Kaløvigegnen. 
Projektet omfattede også et tørvefyret elværk i Karlby Mose ved Hornslet. Det skulle forsyne de to jernbanestrækninger og 66 landsbyer på egnen, så egnens beboere blev opfordret til at tegne sig som aftagere af strømmen. Bl.a. blev der i december 1908 holdt møder i Aarhus, Skørring, Spørring, Hørning (ved Randers) og Randers med i alt 8-900 tilhørere. Her orienterede Jens la Cour, nevø til opfinderen Poul la Cour og selv teknisk direktør i Asea, om elektricitet og dens anvendelsesmuligheder i landbrug, håndværk og husholdninger.
Elværket blev - ligesom elbanen - aldrig realiseret. I 1913 konstruerede et datterselskab af Asea verdens første dieselelektriske lokomotiv, som havde ellokomotivets fordele, men var endnu mere fleksibelt, fordi det ikke var afhængigt af et elnet, men medbragte sit eget lille elværk.
Men der var på egnen skabt store forventninger til elektriciteten, så da to landboforeninger tog initiativ til at få elektricitetsforsyningen gennemført som andelsforetagende, var der stor tilslutning. I sommeren 1914 blev der afholdt over 100 møder på egnen, og i februar 1915 kunne man holde stiftende generalforsamling i ARKE.
Tanken var at opføre et højspændingsværk i Hornslet eller Mørke, men det blev opgivet, da man fik tilbud om strøm fra Aarhus kommunale elværk til værkets produktionspris. ARKE blev altså et forsyningsselskab, der stod for transformatorstationer, ledningsnet og installation hos forbrugerne. I oktober 1917 kom der strøm på ledningsnettet.